# Elecciones parlamentarias de Chipre del Norte de 2018
Las elecciones parlamentarias de 2018 se celebraron en 8 de enero de ese año en Chipre del Norte para elegir los 50 miembros del parlamento turcochipriota. Cabe destacar que la autoproclamada república es un estado de facto ya que su territorio es zona en disputa por parte de la República de Chipre y la antes mencionada república autoproclamada.
El Partido de Unidad Nacional (UBP) del primer ministro, Hüseyn Ozgürün, fue el vencedor de dichas elecciones.

## Sistema electoral
La Asamblea de la República tiene 50 miembros, elegidos para un mandato de 5 años por representación proporcional. Un partido debe cruzar el umbral de 5% de la votación total para obtener asientos en dicho parlamento.